# La Villa (Texas)
La Villa è un centro abitato degli Stati Uniti d'America situato nella contea di Hidalgo dello Stato del Texas.
La popolazione era di 1.957 persone al censimento del 2010. Fa parte dell'area metropolitana di McAllen–Edinburg–Mission e Reynosa–McAllen.

## Geografia fisica
La Villa è situata a 26°17′53″N 97°55′37″W (26.298093, -97.926927).
Secondo lo United States Census Bureau, ha un'area totale di 0,3 miglia quadrate (0,78 km²).

## Società

### Evoluzione demografica
Secondo il censimento del 2000, c'erano 1.305 persone, 323 nuclei familiari e 290 famiglie residenti nella città. La densità di popolazione era di 4.870,4 persone per miglio quadrato (1.866,2/km²). C'erano 354 unità abitative a una densità media di 1,321.2 per miglio quadrato (506,2/km²). La composizione etnica della città era formata dal 66,67% di bianchi, lo 0,08% di afroamericani, lo 0,38% di nativi americani, lo 0,08% di isolani del Pacifico, il 30,34% di altre razze, e il 2,45% di due o più etnie. Ispanici o latinos di qualunque razza erano il 98,08% della popolazione.
C'erano 323 nuclei familiari di cui il 49,8% aveva figli di età inferiore ai 18 anni, il 62,2% aveva coppie sposate conviventi, il 25,4% aveva un capofamiglia femmina senza marito, e il 10,2% erano non-famiglie. Il 9,9% di tutti i nuclei familiari erano individuali e il 5,6% aveva componenti con un'età di 65 anni o più che vivevano da soli. Il numero di componenti medio di un nucleo familiare era di 4,04 e quello di una famiglia era di 4,35.
La popolazione era composta dal 37,1% di persone sotto i 18 anni, il 12,6% di persone dai 18 ai 24 anni, il 25,6% di persone dai 25 ai 44 anni, il 16,5% di persone dai 45 ai 64 anni, e l'8,2% di persone di 65 anni o più. L'età media era di 25 anni. Per ogni 100 femmine c'erano 87,5 maschi. Per ogni 100 femmine dai 18 anni in giù, c'erano 84,1 maschi.
Il reddito medio di un nucleo familiare era di 18.333 dollari e quello di una famiglia era di 20.284 dollari. I maschi avevano un reddito medio di 14.769 dollari contro i 15.682 dollari delle femmine. Il reddito pro capite era di 5.432 dollari. Circa il 48,4% delle famiglie e il 47,6% della popolazione erano sotto la soglia di povertà, incluso il 59,5% di persone sotto i 18 anni e il 35,9% di persone di 65 anni o più.